# جو لی ویلسون
جو لی ویلسون (انگلیسی: Joe Lee Wilson؛ ۲۲ دسامبر ۱۹۳۵ – ۱۷ ژوئیهٔ ۲۰۱۱) یک موسیقی‌دان اهل ایالات متحده آمریکا بود.